# Гьеца

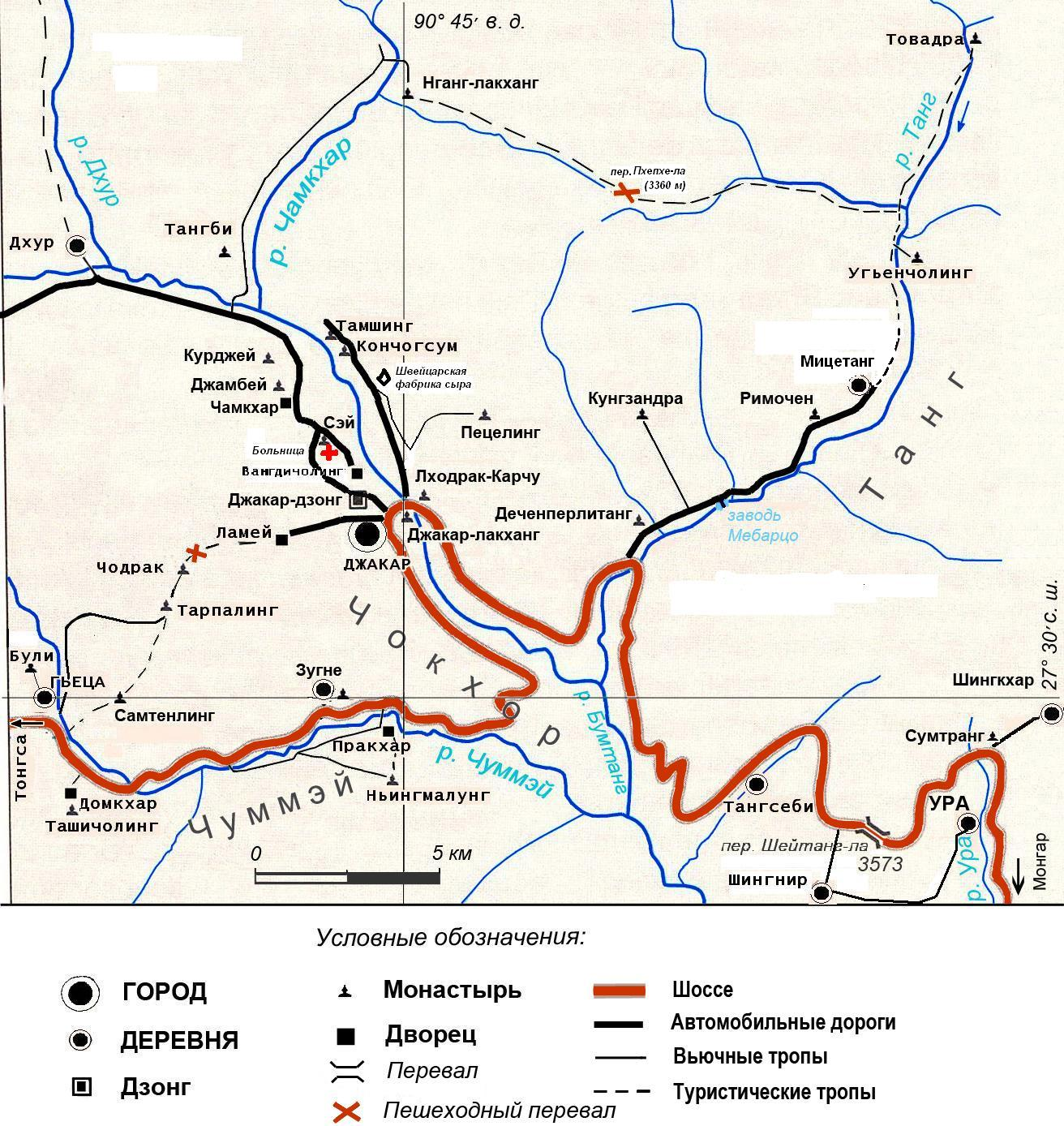
Карта центральной части Бумтанга. Гьеца находится на западе

Гьеца (дзонг-кэ དགེ་􀭄།།, вайли dgye tsa, лат. gyetsa,) — посёлок в гевоге Чуммэй в Бумтанге в центральном Бутане, на дороге от Тонгса к Джакару, после спуска к перевалу Ютонг-ла.
В посёлке имеются придорожные службы и магазины местных изделий, а также значительное количество примечательных храмов, как в самом посёлке, так и на небольшом отдалении.
Планируется строительство местного аэропорта.

## Достопримечательности
- Тхугчидже-лакханг [2] — малый храм с деревянной галереей, в котором стоит 11-головый Авалокитешвара, вдоль шоссе Тонгса — Джакар с южной стороны на въезде в город с запада.
- Дунгцекхар-лакханг [3] — малый храм вдоль шоссе Тонгса — Джакар с северной стороны, предположительно 7-8 веков.
- Уру-лакханг (􀯕􀰆་ར􀰆།) [4] — малый монастырь школы Ньингма, предположительно основанный учениками Дордже Лингпа (1346—1405) по дороге в Були-лакханг, недалеко от Гьеца.
- Були-лакханг (བ􀰆་ལི།) — [5], монастырь школы Ньингма, основал в XV веке Чойинг, ученик Дорджи Лингпа (1346—1405).
- Дворец Домкхар Ташичолинг в Домкхаре (དོམ་མཁར།), два километра к востоку от города, резиденция Второго короля (Джигме Вангчук), который построил дворец в 1937 году [6] за которым находится монашеская школа Ташичолинг

На север от Гьеца на некотором удалении находятся также монастыри Тарпалинг-гомпа, Чодрак-гомпа (на горе, монастыри видны из Гьеца), а также Самтенлинг-лакханг (на тропе в лесу).